# Togacantha
Togacantha là một chi nhện trong họ Araneidae.